# Candy Samples
Candy Samples (Lincoln, 12 aprile 1928 – 26 settembre 2019) è stata una ballerina, modella e attrice pornografica statunitense.

## Biografia
Nata a Lincoln, si trasferì negli anni sessanta in California, vedova e con un figlio a carico mantenuto dall'assegno dei servizi sociali. Lì iniziò la carriera di danzatrice. Un giorno fu notata a Marina del Rey da un fotografo professionista che la convinse a posare nuda come modella, e dopo due settimane lei accettò; scoprì così di trovarsi a suo agio senza vestiti e iniziò la sua carriera nel porno-soft.
Grazie alle misure del suo seno (122 cm, doppia D), si impose ben presto nell'industria cinematografica per adulti, al pari di altre attrici della sua generazione come Marilyn Chambers, Seka, Kay Parker e Uschi Digard. Agli inizi di carriera girò pochi film hard; si specializzò in tale filone superati i 40 anni, a partire dagli anni ottanta. Agli stessi anni risalgono alcuni cortometraggi di lotta femminile in chiave sexy girati per case specializzate come Triumph Studios e California Supreme - Bellstone.
Il 26 settembre 2019 all'età di 91 anni è morta nella sua casa in Virginia.

## Filmografia parziale
- Pandora Peaks, regia di Russ Meyer, 2001, un documentario sulla vita di quattro attrici, tra cui Candy Samples
- Bigger the Better 1, 1988
- Bouncin' in the U.S.A., 1986
- Woman with fruit, 1986
- All the Way In!, 1986
- A Taste of Candy, 1986
- Down and Dirty, 1985
- Big Busty 13, 1985
- Big Bust Babes, 1984
- Big Busty 5, 1984
- Electric Blue 12, 1984
- Inside Candy Samples, 1984
- The Best Little Whorehouse in San Francisco, 1984
- Big Busty 4, 1984
- Big Busty Superstars, 1983
- Eighth Erotic Film Festifal, 1983
- Disco Sex Party, 1980
- John Holmes and the All Star Sex Queens, 1980
- Executive Sweets, 1979
- Beneath the Valley of the Ultra-Vixens (come Mary Gavin), regia di Russ Meyer, 1979
- Le deliranti avventure erotiche dell'agente speciale Margò (come Mary Gavin), regia di Russ Meyer, 1976
- The Amorous Adventures of Don Quixote and Sancho Panza (come Mary Gavin), regia di Raphael Nussbaum, 1976
- Flesh Gordon - Andata e ritorno... dal pianeta Porno! (come Mary Gavin), regia di Michael Benveniste e Howard Ziehm, 1974
- Love Boccaccio Style, regia di Sam Phillips, 1971
- Convicts' Women, regia di John Hayes e Henning Schellerup, 1970